# Henry Berger
Pour les articles homonymes, voir Berger (homonymie).
Henry Berger, né le 21 avril 1920 à Rivière-les-Fosses (Haute-Marne) et mort le 25 avril 1996 à Dijon (Côte-d'Or), est un homme politique français.

## Détail des fonctions et des mandats
Mandats parlementaires
- 25 novembre 1962 - 2 avril 1967 : Député de la 2e circonscription de la Côte-d'Or
- 12 mars 1967 - 30 mai 1968 : Député de la 2e circonscription de la Côte-d'Or
- 30 juin 1968 - 1er avril 1973 : Député de la 2e circonscription de la Côte-d'Or
- 11 mars 1973 - 2 avril 1978 : Député de la 2e circonscription de la Côte-d'Or
- 19 mars 1978 - 22 mai 1981 : Député de la 2e circonscription de la Côte-d'Or

## Hommages
Un collège à Fontaine-Française porte son nom.
Une braderie a régulièrement lieu à la cité Henry Berger à Dijon.